# Circuito virtual permanente
O Circuito virtual permanente (PVC), é um circuito virtual que não desativa-se automaticamente conforme troca informações. É configurado pelo operador na rede através de um sistema de Gerência de rede, como sendo uma conexão permanente entre 2 pontos. A rota através dos equipamentos de rede pode ser alterada ao passo que ocorrem falhas ou reconfigurações, mas as portas de cada extremidade são mantidas fixas.